# Campionato Pernambucano
Il Campionato Pernambucano è il campionato di calcio dello stato del Pernambuco, in Brasile. È organizzato dal 1915 dalla Federação Pernambucana de Futebol (FPF).

## Stagione 2025
- Afogados (Afogados da Ingazeira)
- Central-PE (Caruaru)
- Decisão (Bonito)
- Jaguar (Jaboatão dos Guararapes)
- Maguary-PE (Bonito)
- Náutico (Recife)
- Petrolina (Petrolina)
- Retrô (Camaragibe)
- Santa Cruz (Recife)
- Sport Recife (Recife)

## Titoli per squadra
Le squadre contrassegnate da un asterisco (*) non sono più attive.
| Squadra    | Città     | Titoli |
| ---------- | --------- | ------ |
| Sport      | Recife    | 45     |
| Santa Cruz | Recife    | 29     |
| Náutico    | Recife    | 24     |
| América    | Recife    | 6      |
| Torre *    | Recife    | 3      |
| Tramways * | Recife    | 2      |
| Flamengo * | Recife    | 1      |
| Salgueiro  | Salgueiro | 1      |